# Кага – Бєлорецьк – Учали
Кага – Бєлорецьк – Учали  – газопровід у Башкортостані.
Головним призначенням газопроводу, який ввели в дію у 1964 році, було живлення Бєлорецького металургійного комбінату. Він починався від траси спорудженого незадовго перед тим газопроводу Шкапово – Магнітогорськ, який до того ж отримав додатковий ресурс завдяки газопроводу Кумертау – Ішимбай. Газопровід Кага – Білорецьк мав довжину 73 км, був виконаний в діаметрі 300 мм та розрахований на робочий тиск у 5,5 МПа. 
В другій половині 1960-х через Кагу пройшов ще один газопровід Картали – Магнітогорськ, який транспортував блакитне паливо узбецького (наразі поставки припинені) та західносибірського походження. А в 1981-му на маршруті Кага – Білорецьк проклали другу нитку, яка мала дві ділянки довжиною 62 км та 11 км. Ця нитка виконана в діаметрах 700 мм та 500 мм і розрахована на такий саме робочий тиск у 5,5 МПа.
В 1998-му ввели в дію ділянку Бєлорецьк – Учали довжиною 108 км. Вона виконана в діаметрі 400 мм та має робочий тиску у 5,5 МПа.
Можливо також відзначити, що з 2002 року основні металургійне виробництво Бєлорецького комбінату зупинене.